# أنيتا هوفمان
أنيتا هوفمان (بالإسبانية: Anita Hoffmann)‏ هي عالمة طفيليات مكسيكية، ولدت في 3 مارس 1919 في ولاية بويبلا في المكسيك، وتوفيت في 11 أكتوبر 2007 في كويرنافاكا في المكسيك.